# Attaque de Mansila
Insurrection djihadiste au Burkina Faso
Batailles
- Samorogouan
- Intangom
- Nassoumbou
- Ariel
- 1re Inata
- Loroni
- Gorom-Gorom
- Koutougou
- Arbinda
- Hallalé
- Markoye
- Dounkoun
- Boukouma
- 2e Inata
- Titao
- Opération Laabingol
- Namissiguima
- Madjoari
- Bourzanga
- Seytenga
- Gaskindé
- Tin-Ediar
- Tin-Akoff
- Aoréma
- Ougarou
- Namsiguia
- Noaka
- Koumbri
- Djibo
- Tawori
- Mansila
- Nassougou

Massacres
- Yirgou
- Solhan
- Karma
- Komsilga, Nodin et Soroe
- Bibgou et Soualimou
- Barsalogho

Attentats
- 1er Ouagadougou
- 2e Ouagadougou
- 3e Ouagadougou

L'attaque de Mansila a lieu le 11 juin 2024 lors de l'insurrection djihadiste au Burkina Faso.

## Déroulement
Le 11 juin 2024, les djihadistes lancent une attaque contre le village de Mansila, dans la province de Yagha,. Ils s'emparent dans un premier temps de la base militaire, probablement défendue par environ 150 hommes. Ils entrent ensuite dans le village, où ils ouvrent le feu sur des civils et incendient plusieurs habitations.  
L'attaque est revendiquée quelques jours plus tard par le Groupe de soutien à l'islam et aux musulmans.

## Pertes
Aucun bilan n'est communiqué par le gouvernement et l'armée du Burkina Faso qui restent muets sur les événements,,.
Le Groupe de soutien à l'islam et aux musulmans revendique pour sa part la mort de 107 militaires et la capture de sept autres,. Il diffuse également une vidéo montrant le butin saisi : trois véhicules, 142 fusils AK-47, 449 chargeurs, 11 mitrailleuses PKM, 13 lance-roquettes RPG-7, 70 roquettes, 2 mortiers, 12 obus de mortier et 51 caisses de munitions.
RFI et Jeune Afrique confirment que « diverses sources font état d’au moins 100 morts parmi les militaires »,. Les pertes civiles ne sont pas immédiatement connues, mais un rescapé déclare à RFI qu'« il y a eu beaucoup de morts ». Selon un rapport de Human Rights Watch publié en septembre, au moins 20 civils accusés de liens avec l'armée ou les VDP sont exécutés par les djihadistes.

## Conséquences
La junte burkinabée est fragilisée par cette lourde défaite. RFI rapporte que « le fiasco de Mansila a jeté un froid au sein de l'armée où certains contestent la compétence du pouvoir en place pour contrer l'avancée des jihadistes ». Une source sécuritaire ouest-africaine déclare également au journal Le Monde : « Les soldats meurent comme des chiens, dans l’anonymat total. Ils sont enterrés sur les lieux des assauts, sans deuil national, ni cérémonie. Le régime ne donne même plus de bilan des attaques. Ça a révolté les soldats ».
Le 12 juin, une altercation éclate entre éléments de la garde rapprochée du capitaine Traoré. Une roquette est tirée dans la cour au sein du palais présidentiel, alors que Traoré préside un conseil des ministres à l'intérieur du bâtiment. Les médias d'État parlent d'un simple « incident de tir », mais Le Monde indique que ses sources « soutiennent qu'une partie de ces jeunes militaires se sont en réalité rebellés contre l’autorité du capitaine Traoré ». Une de ces sources affirme notamment que « des tractations sont en cours, dans l’objectif de structurer un coup d'État. Mais, pour l’instant, ils n’arrivent pas à dégager un leadership, d’où le silence de ces derniers jours ».
Quelques jours plus tard, environ 80 à 120 soldats maliens et mercenaires russes du Groupe Wagner sont déposés à Ouagadougou par un Iliouchine Il-76, afin d'appuyer le capitaine Ibrahim Traoré,. Celui-ci apparaît publiquement le 19 juin, afin de présider son conseil des ministres.
Trois semaines après l'attaque, RFI rapporte que, selon plusieurs sources militaires, Mansila a été reprise par les forces spéciales burlinabées.

## Vidéographie
- [vidéo] Burkina Faso : attaque d’ampleur d’al-Qaïda contre une localité près du Niger, France 24, 17 juin 2024.